# Cloche d'arme mixte

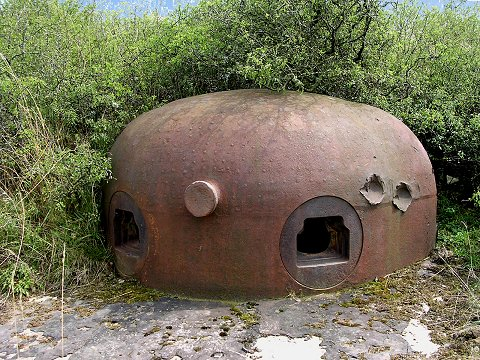
Cloche d'arme mixte modèle 1934 « B » du petit ouvrage du Welschhof.

Une cloche d'arme mixte modèle 1934 (cloche AM) est un équipement installé sur les fortifications françaises des années 1930 (qu'on surnomme la ligne Maginot). Ce modèle de cuirassement était destiné à la défense rapprochée des blocs, notamment antichar.
Cette cloche est équipée avec une arme mixte, composée d'un jumelage de mitrailleuses et d'un canon antichar de 25 mm.
Le souci d'équiper de la même arme antichar les cloches déjà mises en place entraîna la modification de certaines cloches JM.

## Cloche d'arme mixte modèle 1934 type «B»
La lutte anti-char prenant une importance croissante avant guerre, on imagina en 1934 de développer une nouvelle cloche de défense des intervalles accueillant l'arme mixte.
C'est un engin lourd et à la mécanique complexe de forme légèrement ovale. Elle est percée de deux créneaux de tir qui sont fermés par une trappe lorsque l'arme n'est pas engagée, et d'un orifice dans la toiture permettant d'engager un périscope. Elle existe en deux modèles différents qui ont les mêmes dimensions intérieures, seule variant l'épaisseur de la cuirasse.
L'arme mixte est montée sur un berceau qui permet de l'orienter selon les deux axes, le canon étant solidaire de la rotule d'acier engagée dans l'embrasure. Le berceau repose sur une plate forme circulaire tournante afin de positionner l'arme dans l'un des deux créneaux. Le tireur est assis sous l'arme et dispose d'une lunette de visée.
Elle était spécialement conçue pour les missions de flanquement des ouvrages à courte distance, mais aussi pour l'action frontale.
En 1940, soixante-quinze cloches d'arme mixte modèle 1934 « B » avaient été mises en place, dans les « nouveaux fronts » seulement.

## Cloche JM transformée en arme mixte
Les intervalles défendus par des cloches GFM et JM ne pouvant recevoir de canon anti-char de 47 ou de 37 mm, car trop exiguës, on décida en 1936 de modifier un certain nombre de cloches JM afin de pouvoir y installer une arme mixte.

Cette opération était très complexe et délicate car il fallait agrandir le créneau de tir pour pouvoir y installer la rotule, obturer les deux créneaux de visée et percer l'orifice pour périscope. Il fallut d'autre part étudier un nouveau berceau de support de l'arme mixte, celui de la cloche d'arme mixte modèle 1934 « B » étant trop grand pour pouvoir s'adapter à la cloche JM qui était plus petite.
En 1940, une dizaine de cloches JM seulement avaient été transformées en cloches d'arme mixte.